# بوم‌سازگان کارآفرینی
بوم‌سازگان کارآفرینی، اکوسیستم کارآفرینی یا زیست‌بوم کارآفرینی (به انگلیسی: entrepreneurial ecosystem) به محیطی اجتماعی و اقتصادی اشاره دارد که بر کارآفرینی در ابعاد محلی، منطقه‌ای یا جهانی تأثیر می‌گذارد.
این زیست‌بوم همچنین می‌تواند شبکه‌ای از شرکت‌ها، استارتاپ‌ها، همچنین یک یا چند نهاد هماهنگی که با اهداف مشابه، تصمیم به شکل‌دادن یک شبکه یا ساختار صرفه‌جویی به مقیاس با انعطاف‌پذیری و تحریک کارآفرینی را شامل شود.
اقتصاد مقیاس مفهومی در اقتصاد خرد است که به کسب مزیت و کاهش هزینه در اثر افزایش حجم تولید اشاره دارد. مزیت مقیاس می‌تواند در کارکردهای کسب و کار مانند توسعه کسب و کار، تأمین مالی، تجزیه و تحلیل بازار، ارتباطات بازاریابی، زیرساخت فناوری اطلاعات و ارتباطات، زیرساخت نظام مدیریت اطلاعات، مدیریت سرمایه انسانی، پشتیبانی قانونی، مدیریت مالی و حسابداری تعریف شود، درحالی‌که هر شرکت نوپای شرکت‌کننده در این فرایند، بر تحقیق و توسعه، مدیریت محصول، فروش و پیش فروش و پشتیبانی پس از فروش تمرکز دارد.

مهدی گودرزی اقتصاددان و عضو هیئت علمی دانشگاه علامه طباطبایی زیست‌بوم کارآفرینی را این چنین تعریف می‌کند:
«متخصصان حوزه مدیریت و اقتصاد، واژه زیست‌بوم را از زیست‌شناسان به عاریت گرفته‌اند. در عرصه اقتصادی، به مجموعه‌ای از کارآفرینان، نهادهای مالی مانند: سرمایه‌گذاران خطرپذیر، سرمایه‌گذاران فرشته و بانک‌ها و سایر نهادهای پشتیبان (نظیر دانشگاه‌ها، سازمان‌های دولتی تنظیم‌کنندهٔ روابط اقتصاد و صنعت، مراکز رشد و پارک‌های علم و فناوری و...) و فرایندهای کارآفرینی (نظیر نرخ ایجاد کسب‌وکار، تعداد کارآفرینانی که در چند کسب‌وکار دست به کارآفرینی می‌زنند یا میزان تمایل به کارآفرینی) که به‌طور رسمی و غیررسمی دست به دست هم می‌دهند تا عملکرد کارآفرینی را در یک منطقه خاص ارتقا دهند، زیست بوم کارآفرینی گفته می‌شود.»
برخی از پژوهشگران و صاحب‌نظران بر این باور هستند که دولت‌ها باید نقش‌آفرینی و دخالتی ناچیز در ایجاد یک اکوسیستم کارآفرینی داشته باشد؛با این با این‌حال، زیست‌بوم کارآفرینی خود به ایجاد یک سلسله سیاست‌ها و قوانین کارآفرینی منجر می‌شود. برنامه‌های هدفمند می‌توانند به مثابه یک وصله، به شکاف‌های موجود در زیست‌بوم کارآفرینی متصل شوند.. به عنوان مثال، برنامه‌های مشورتی برخی از موفقیت‌ها را به همراه آورده‌است.

## اجزای زیست‌بوم کارآفرینی
از بخش‌های مهم زیست بوم کارآفرینی، نهادهای گوناگونی هستند که به ایفای نقش  «تسهیل گری» می پردازند؛ از جمله صندوق سرمایه‌گذاری خطرپذیر، مرکز رشد، شتاب دهنده، مرکز نوآوری، پارک علم و فناوری و مراکز کارآفرینی. دو نهاد مرکز رشد و شتاب دهنده از مهم‌ترین و موفق‌ترین نهادها هستند که کارکرد حمایت از شکل‌گیری استارت آپ‌ها را بر عهده دارند. مرکز رشد، در مقایسه با شتاب دهنده، از سابقه بیشتری در ایران و جهان برخوردار است. یکی از اجزای زیست‌بوم‌های کارآفرینی، مراکز رشد کسب‌وکار یا انکوباتورها هستند. در ایران دانشگاه صنعتی شریف، همچنین معاونت علمی و فناوری ریاست جمهوری در مسیر توسعه زیست‌بوم کارآفرینی تلاش کرده‌اند.

## تبیین زیست‌بوم
زیست‌بوم یا «اکوسیستم» به عناصر-افراد، سازمان‌ها یا موسسات بیرونی اشاره دارد که منجر به انتخاب یا عدم انتخاب یک فرد برای تبدیل شدن به یک کارآفرین و موفقیت و عدم موفقیت وی پس از اجرا می‌شود.
سازمان‌ها و افرادی که نماینده این عناصر هستند، به عنوان ذینفعان کارآفرینی می‌گویند. ذی‌نفعان شامل هر سازمانی می‌شود که به‌طور بالقوه یا بالفعل علاقه‌مند است که کارآفرینی بیشتری در منطقه داشته باشد. ذینفعان کارآفرینی ممکن است دولت، مدارس، دانشگاه‌ها، بخش خصوصی، شرکت‌های خانوادگی، سرمایه‌گذاران، بانک‌ها، کارآفرینان، رهبران اجتماعی، مراکز تحقیقاتی، بخش‌های نظامی، نمایندگان کارگران، دانشجویان، وکلا، تعاونی‌ها، کمون‌ها، شرکت‌های چند ملیتی، موسسات خصوصی و سازمان‌های کمک بین‌المللی را شامل شوند.
به منظور تشریح یا ایجاد یک کارآفرینی پایدار، یک عنصر جدا شده در زیست‌بوم به تنهایی کفایت نمی‌کند. در مناطقی همچون دره سیلیکون، بوستون، نیویورک و اسرائیل که میزان قابل توجهی کارآفرینی دارند، بخش قابل توجهی از عناصر زیست‌بوم کارآفرینی توانمند و فعال هستند و معمولاً هم‌گام و در کنار یکدیگر تکامل یافته‌اند. به‌طور مشابه، شکل‌گیری این اکوسیستم‌ها نشان می‌دهد که دولت‌ها یا رهبران اجتماعی که می‌خواهند کارآفرینی بیش‌تری را به عنوان بخشی از سیاست‌های اقتصادی ترویج کنند، باید چندین عنصر را به صورت هم‌زمان و هماهنگ تقویت کنند. با این حال، تحقیقات اخیر نشان می‌دهد که سیاست‌ها و اراده دولت‌ها، اغلب در آنچه که می‌توان برای توسعه زیست‌بوم کارآفرینی انجام داد، محدود و ضعیف است.
در ژوئیه ۲۰۱۰، Harvard Business Review مقاله‌ای به قلم پروفسور دانیل آیزنبرگ، استاد کارآفرینی کالج بابسون(Babson College) تحت عنوان «چگونه می‌توان یک انقلاب کارآفرینی را آغاز کرد»، منتشر ساخت. در این مقاله، آیزنبرگ محیطی را که برای کارآفرینی مساعد است توضیح می‌دهد.
این مقاله با بیان مثال‌ها و نمونه‌هایی از سراسر جهان، راه‌کار پیشنهاد می‌کند و می‌گوید کارآفرینان زمانی موفق‌تر عمل کرده‌اند که ضمن دسترسی آسان به منابع انسانی، مالی و حرفه‌ای لازم، در محیطی که سیاست‌های دولتی آن‌ها را تشویق و حمایت می‌کند، کار کنند. این شبکه به عنوان بوم‌سازگان کارآفرینی توصیف شده‌است.
چندین محقق دانشگاهی نیز تحقیقات و پژوهش‌های درخور توجهی را در مورد زیست‌بوم‌ها یا اکوسیستم‌های کارآفرینی به سرانجام رسانده و نتایجی گرفته‌اند. مطالعات اسپیگل نشان می‌دهد که زیست‌بوم کارآفرینی به ویژگی‌های فرهنگی (فرهنگ کارآفرینی و تاریخ کارآفرینی موفق)، همچنین ویژگی‌های اجتماعی (استعداد کارگری، سرمایه‌گذاری سرمایه، شبکه‌های اجتماعی و مربیان کارآفرینی) است که از طریق روابط اجتماعی به دست می‌آیند. همچنین نیازمند ویژگی‌های مادی بر بستر خاص (سیاست‌های دولتی، دانشگاه‌ها، خدمات پشتیبانی، زیرساخت‌های فیزیکی و گشودن درب بازارهای محلی) هستند.
همچنین استام میان شرایط چارچوبی زیست‌بوم‌ها (نهادهای رسمی، فرهنگ، زیرساخت‌های فیزیکی و تقاضای بازار) با شرایط سیستماتیک (شبکه‌ها، رهبری، مالی، استعداد، دانش و خدمات پشتیبانی) تمایز قائل می‌شود.
سورنا ستاری معاون علمی و فناوری رئیس‌جمهوری و پژوهشگر عضو هیئت علمی دانشگاه صنعتی شریف، معتقد است اصلاح شدن زیست‌بوم کارآفرینی کشور تنها راه بهبود اوضاع اقتصاد ایران و گذار از اقتصاد نفت‌محور است.

## شرایط و ویژگی‌ها
اکوسیستم کارآفرینی می‌تواند گروهی از شرکت‌ها، مانند استارتاپ‌ها، یک یا چند نهاد هماهنگ‌کننده باشد که اهداف مشابهی دارند و تصمیم می‌گیرند شبکه یا سازمان را تشکیل دهند تا بتوانند اقتصاد مقیاس را با انعطاف‌پذیری به حرکت درآورند. یک اکوسیستم سالم کارآفرینی طی چند شرط ذیل محقق می‌شود:
- محیط کارآفرینی پیرامون، منحصربه‌فرد و ویژه خودش طراحی شده‌است. به دنبال آن نیست که چیزی مانند «دره سیلیکون بعدی» باشد.
- کارآفرینان در محیطی کار می‌کنند که به ندرت با موانع بروکراتیک اداری مواجه می‌شوند و سیاست‌های دولتی، از نیازهای منحصربه‌فرد کارآفرینان پشتیبانی می‌کند، ضمن آن‌که جسارت‌ها و ریسک‌های کارآفرینی را تحمل می‌کند.
- اگرچه دسترسی به پول برای کسانی که برنامه کسب و کارهای جدید و جسورانه را در سر دارند، بدون دردسر نیست اما در چنین جامعه‌ای آن هم به‌طور فعال، سرمایه‌گذاران تشویق و دعوت می‌شوند تا در کسب وکارهای جدید مشارکت و سرمایه‌گذاری کنند.
- آزادی عمل و توانمندی در تغییر تعصب‌ها و باورهای فرهنگی در برابر شکست یا مدیریت یک کسب و کار
- ترویج موفقیت‌ها، که در نتیجه باعث جذب سرمایه‌های جدید می‌شود.
- از راه تعامل و گفتگوی میان کارآفرینان و متقاضیان، روند کارآفرینی پشتیبانی می‌شود.[۲۰]

## فهرست منابع
1. ↑  اصفهان پلاس (۲۶ بهمن ۱۳۹۴). «مواد لازم برای تهیه اکوسیستم کارآفرینی». بایگانی‌شده از اصلی در ۲۵ ژانویه ۲۰۱۸. دریافت‌شده در ۲۴ ژانویه ۲۰۱۸.
2. ↑  روزنامه دنیای اقتصاد (۳ شهریور ۱۳۹۵). «زیست بوم کارآفرینی». بایگانی‌شده از اصلی در ۲۱ ژانویه ۲۰۱۸. دریافت‌شده در ۲۴ ژانویه ۲۰۱۸.
3. ↑  مرجع اطلاعات دانش‌بنیان (۶ شهریور ۱۳۹۵). «زیست بوم کارآفرینی». بایگانی‌شده از اصلی در ۲۳ ژانویه ۲۰۱۸. دریافت‌شده در ۲۴ ژانویه ۲۰۱۸.
4. ↑  http://ideas.economist.com/blog/cluster-bluster بایگانی‌شده  در ۱۵ مارس ۲۰۱۲ توسط Wayback Machine Can policy makers create an ecosystem for entrepreneurship?
5. ↑  Lerner, Josh (2009) "The Boulevard of Broken Dreams" Princeton University Press
6. ↑  Hwang, Victor and Greg Horowitt (2012). The Rainforest: The Secret to Building the Next Silicon Valley. Los Altos Hills: Regenwald. شابک ‎۹۷۸−۰۶۱۵۵۸۶۷۲۴.
7. ↑  Mole K.F., Hart M., Roper S., and Saal D. (2011) Broader or Deeper? Exploring the most effective intervention profile for public small business support Environment and Planning A 43(1) 87 – 105
8. ↑  روزنامه فرصت امروز (۱۷ آبان ۱۳۹۵). «مراکز رشد و شتاب دهنده ها، ۲ بال زیست بوم استارت آپی». بایگانی‌شده از اصلی در ۱۴ ژانویه ۲۰۱۸. دریافت‌شده در ۲۴ ژانویه ۲۰۱۸.
9. ↑  در مسیر توسعه زیست‌بوم کارآفرینی (PDF). تهران: دانش‌بنیان فناور. ۱۳۹۶. بایگانی‌شده از اصلی (PDF) در ۲۵ ژانویه ۲۰۱۸. دریافت‌شده در ۲۴ ژانویه ۲۰۱۸.
10. ↑  "The Start-up Nation Unveiled: Interviews with Israel's Leading Entrepreneurs". Startup Camel. Archived from the original on 20 February 2015. Retrieved 28 February 2015.
11. ↑  "Entrepreneurship Ecosystems and Growth-Oriented Entrepreneurship", Report for the OECD LEED Programme, Paris; Mason, C. and Brown, R. 2014.
12. ↑  "How to Start an Entrepreneurial Revolution" Harvard Business Review. Retrieved June 2010.
13. ↑  Spigel (2017) The Relational Organization of Entrepreneurial Ecosystems. 41(1): 49-72 DOI: 10.1111/etap.12167
14. ↑  Stam (2015) Entrepreneurial Ecosystems and Regional Policy: A Sympathetic Critique. European Planning Studies 23(9): 1759-1769. DOI: 10.1080/09654313.2015.1061484
15. ↑  پایگاه خبری تحلیلی فناوری و نوآوری (۲۲ آذر ۱۳۹۶). «نقش دانشجویان در تولید ناخالص داخلی با زیست بوم کارآفرینی پررنگ می‌شود». بایگانی‌شده از اصلی در ۲۸ فوریه ۲۰۲۱. دریافت‌شده در ۲۷ ژانویه ۲۰۱۸.
16. ↑  پایگاه اطلاع‌رسانی دولت (۹ دی ۱۳۹۶). «ستاری :زیست بوم نوآوری شاهراه ورود به اقتصاد دانش بنیان است». بایگانی‌شده از اصلی در ۲۵ ژانویه ۲۰۱۸. دریافت‌شده در ۲۴ ژانویه ۲۰۱۸.
17. ↑  پایگاه اطلاع‌رسانی معاونت علمی و فناوری ریاست جمهوری (٦ دی ١٣٩٦). «تهران با گسترش زیست‌بوم استارتاپ‌ها تبدیل به «شهر خلاق» می‌شود». بایگانی‌شده از اصلی در ۲۵ ژانویه ۲۰۱۸. دریافت‌شده در ۲۴ ژانویه ۲۰۱۸.
18. ↑  اقتصاد آنلاین (۹ آذر ۱۳۹۶). «زیست‌بوم کارآفرینی نیاز داریم».
19. ↑  روزنامه فرصت امروز (۲۶ آذر ۱۳۹۶). «شکل گیری زیست بوم کارآفرینی و نوآوری تنها راه بازگشت نخبگان ایرانی». بایگانی‌شده از اصلی در ۲۴ ژانویه ۲۰۱۸. دریافت‌شده در ۲۴ ژانویه ۲۰۱۸.
20. ↑  معاونت علمی و فناوری ریاست جمهوری (۱۳۹۶). در تکاپوی توسعه زیست‌بوم اقتصاد دانش‌بنیان. تهران: دانش‌بنیان فناور. شابک ۹۷۸-۶۰۰-۶۸۴۴-۳۵۰.